# IC 349
IC 349 —  відзеркалююча туманність у сузір'ї Телець.
Цей об'єкт міститься в оригінальній редакції індексного каталогу.